# Società Fascista Ilva Bagnolese 1941-1942
Questa voce raccoglie le informazioni riguardanti la Società Fascista Ilva Bagnolese nelle competizioni ufficiali della stagione 1941-1942.

## Divise
| Casa | Trasferta |

## Rosa
| N. |                   | Ruolo | Calciatore         |
| -- | ----------------- | ----- | ------------------ |
|    | Italia (bandiera) | D     | Giuseppe Antonelli |
|    | Italia (bandiera) | D     | Matteo Apicella    |
|    | Italia (bandiera) | P     | Pietro Ariante     |
|    | Italia (bandiera) | D     | Michele Barra      |
|    | Italia (bandiera) | A     | Renato Bizzarro    |
|    | Italia (bandiera) | A     | U. Campaiola       |
|    | Italia (bandiera) | A     | Mario Coppola      |
|    | Italia (bandiera) | D     | Dino De Caprile    |
|    | Italia (bandiera) | C     | Domenico De Nicola |
|    | Italia (bandiera) | P     | Luigi Firpo        |
|    | Italia (bandiera) | A     | Diego Franzese     |
|    | Italia (bandiera) | A     | Agostino Funari    |
|    | Italia (bandiera) | C     | Antonio Funari     |
|    | Italia (bandiera) | C     | Michele Giangrande |
|    | Italia (bandiera) | C     | Guglielmo Glovi    |

| N. |                   | Ruolo | Calciatore        |
| -- | ----------------- | ----- | ----------------- |
|    | Italia (bandiera) | C     | Olindo Granata    |
|    | Italia (bandiera) | A     | Guglielmo Marotta |
|    | Italia (bandiera) | A     | Gaetano Marrese   |
|    | Italia (bandiera) | A     | Felice Natale     |
|    | Italia (bandiera) | C     | Aldo Paone        |
|    | Italia (bandiera) | D     | Giovanni Peluso   |
|    | Italia (bandiera) | A     | Gaetano Pinto     |
|    | Italia (bandiera) | C     | Michele Ricci     |
|    | Italia (bandiera) | C     | Romeo Rioda       |
|    | Italia (bandiera) | C     | Mario Rosi        |
|    | Italia (bandiera) | A     | Oreste Sallustro  |
|    | Italia (bandiera) | C     | Antonio Scotto    |
|    | Italia (bandiera) | D     | M. Siniscalchi    |
|    | Italia (bandiera) | P     | Giacomo Stacul    |
|    | Italia (bandiera) | C     | G. Stella         |

## Risultati

### Serie C

#### Girone G

##### Girone di andata
| Napoli 26 ottobre 1941 1ª giornata | Ilva Bagnolese | 2 – 1 | Ala Littoria |  |

| 2 novembre 1941 2ª giornata |  | – Turno di riposo |  |  |

| Napoli 9 novembre 1941 3ª giornata | Ilva Bagnolese | 5 – 0 | Scafatese |  |

| Castellammare di Stabia 16 novembre 1941 4ª giornata | Stabia | 1 – 0 | Ilva Bagnolese |  |

| Napoli 23 novembre 1941 5ª giornata | Ilva Bagnolese | 2 – 0 | Foligno |  |

| L'Aquila 30 novembre 1941 6ª giornata | L’Aquila | 1 – 0 | Ilva Bagnolese |  |

| Napoli 7 dicembre 1941 7ª giornata | Ilva Bagnolese | 0 – 1 | Chieti |  |

| Battipaglia 14 dicembre 1941 8ª giornata | Baratta Battipaglia | 3 – 1 | Ilva Bagnolese |  |

| Napoli 21 dicembre 1941 9ª giornata | Ilva Bagnolese | 3 – 1 | VV.FF. Roma |  |

| Cava de' Tirreni 8 febbraio 1942 10ª giornata | Cavese | 1 – 0 | Ilva Bagnolese |  |

| Napoli 4 gennaio 1942 11ª giornata | Ilva Bagnolese | 3 – 1 | Casertana |  |

| Torre Annunziata 11 gennaio 1942 12ª giornata | Savoia | 2 – 2 | Ilva Bagnolese |  |

| Terni 18 gennaio 1942 13ª giornata | Borzacchini Terni | 2 – 1 | Ilva Bagnolese |  |

| Napoli 25 gennaio 1942 14ª giornata | Ilva Bagnolese | 2 – 1 | Civitavecchiese |  |

| Salerno 1 febbraio 1942 15ª giornata | Salernitana | 3 – 2 | Ilva Bagnolese |  |

##### Girone di ritorno
| Roma 15 febbraio 1942 16ª giornata | Ala Littoria | 0 – 1 | Ilva Bagnolese |  |

| 22 febbraio 1942 17ª giornata |  | – Turno di riposo |  |  |

| Scafati 1 marzo 1942 18ª giornata | Scafatese | 1 – 0 | Ilva Bagnolese |  |

| Castellammare di Stabia 8 marzo 1942 19ª giornata | Ilva Bagnolese | 1 – 2 | Stabia |  |

| Foligno 15 marzo 1942 20ª giornata | Aeronautica Umbra | 1 – 0 | Ilva Bagnolese |  |

| Napoli 22 marzo 1942 21ª giornata | Ilva Bagnolese | 2 – 1 | L’Aquila |  |

| Chieti 29 marzo 1942 22ª giornata | Chieti | 1 – 1 | Ilva Bagnolese |  |

| Napoli 26 aprile 1942 23ª giornata | Ilva Bagnolese | 2 – 1 | Baratta Battipaglia |  |

| Roma 3 maggio 1942 24ª giornata | VV.FF. Roma | 0 – 1 | Ilva Bagnolese |  |

| Napoli 10 maggio 1942 25ª giornata | Ilva Bagnolese | 3 – 2 | Cavese |  |

| Caserta 17 maggio 1942 26ª giornata | Casertana | 2 – 1 | Ilva Bagnolese |  |

| Napoli 24 maggio 1942 27ª giornata | Ilva Bagnolese | 3 – 0 | Savoia |  |

| Napoli 31 maggio 1942 28ª giornata | Ilva Bagnolese | 3 – 0 | Borzacchini Terni |  |

| Civitavecchia 7 giugno 1942 29ª giornata | Civitavecchiese | 1 – 3 | Ilva Bagnolese |  |

| Napoli 14 giugno 1942 30ª giornata | Ilva Bagnolese | 1 – 0 | Salernitana |  |